# Kryštof Ferdinand Popel z Lobkowicz
Kryštof Ferdinand Popel z Lobkowicz (9. října 1614 – 4. července 1658) byl český šlechtic, příslušník bílinské větve rodu Lobkoviců. Zastával vysoké zemské úřady, byl nejvyšším dvorským sudím a nejvyšším hofmistrem.

## Život
Narodil se 9. října 1614 jako třetí syn a páté z osmi dětí Viléma mladšího Popela z Lobkovicz na Bílině (kolem 1575 – 1. leden 1647) a jeho manželky Benigny Kateřiny z Lobkowicz (29. březen 1594 – 28. prosinec 1653), zakladatelky a patronky pražské Lorety na Hradčanech.
Stal se císařským tajným radou a komořím. Zaujímal místo prorektora Pražské univerzity. Působil jako hejtman Hlohovského knížectví a prezident komory a místodržící ve Slezsku. Kariéru završil jako nejvyšší dvorský sudí (1650–1651) a nejvyšší hofmistr (1651–1658).
Zemřel 4. července 1658, pohřben byl v pražské Loretě, jejíž byl patronem a kde byli také pohřbeni oba jeho rodiče a obě manželky.

### Majetek
Vlastnil Svinčice, Divice, Libčeves, Chvatěruby, Běškovice a Bílinu.

### Manželství a potomstvo
Oženil se dvakrát. V roce 1637 se oženil s Magdalenou Pruskovskou z Pruskova († 12. únor 1653, pohřbena v pražské Loretě), dcerou Jan Kryštofa Pruskovského z Pruskova († 1625) a jeho manželky Kunhuty z Gutštejna. Manželství zůstalo bezdětné. Pro ni to byl již druhý sňatek, poprvé se provdala za Jana Františka Radthabta z Rosenburgu.
Čtyři měsíce po smrti své první manželky se 15. června 1653 oženil s Alžbětou Apolonií z Tilly († 18. srpen 1665 Praha, pohřbena v pražské Loretě), dcerou Václava Vernera z Tilly na Breitenbeggu (1599–1650/1653) a jeho manželky Františky Barbory z Lichtenštejna (1604–1655). Narodil se jim syn:
- Václav Ferdinand (1654 – 8. 10. 1697 Montortone, pohřben v pražské Loretě 18. 10. 1697), v roce 1670 byl povýšen do stavu říšských hrabat a v roce 1695 se stal rytířem Řádu zlatého rouna.
  - ∞ (12. červen 1681 Vídeň) Marie Žofie z Ditrichštejna (1653 – 4. 11. 1711), jejich děti:
    - 1. Leopold Josef (17. 1. 1683 – 19. 5. 1707 Vídeň, pohřben v pražské Loretě)
    - 2. Terezie Ludmila (23. 1. 1684 – 7. 8. 1684)
    - 3. Eleonora Kateřina Charlotta (1. 4. 1685 – 3. 3. 1720 Vídeň, pohřbena v kostele sv. Václava v Roudnici), univerzální dědička bílinského panství
      - ∞ (17. 10. 1703) kníže Filip Hyacint z Lobkovic (25. 2. 1680 – 21. 12. 1734)

    - 4. Ludvík Filip (12. 8. 1687 – 27. 12. 1687)
    - 5. Ferdinand († 28. 5. 1679, pohřben v pražské Loretě) – asi nemanželský syn

V době nezletilosti syna Václava Ferdinanda byla Alžběta Apolonie patronkou pražské Lorety. Po smrti manžela se podruhé provdala 26. dubna 1661 za Viléma Albrechta Krakowského z Kolowrat (18. únor 1600 Praha – 18. únor 1688 Praha).